# Schloss Vanås

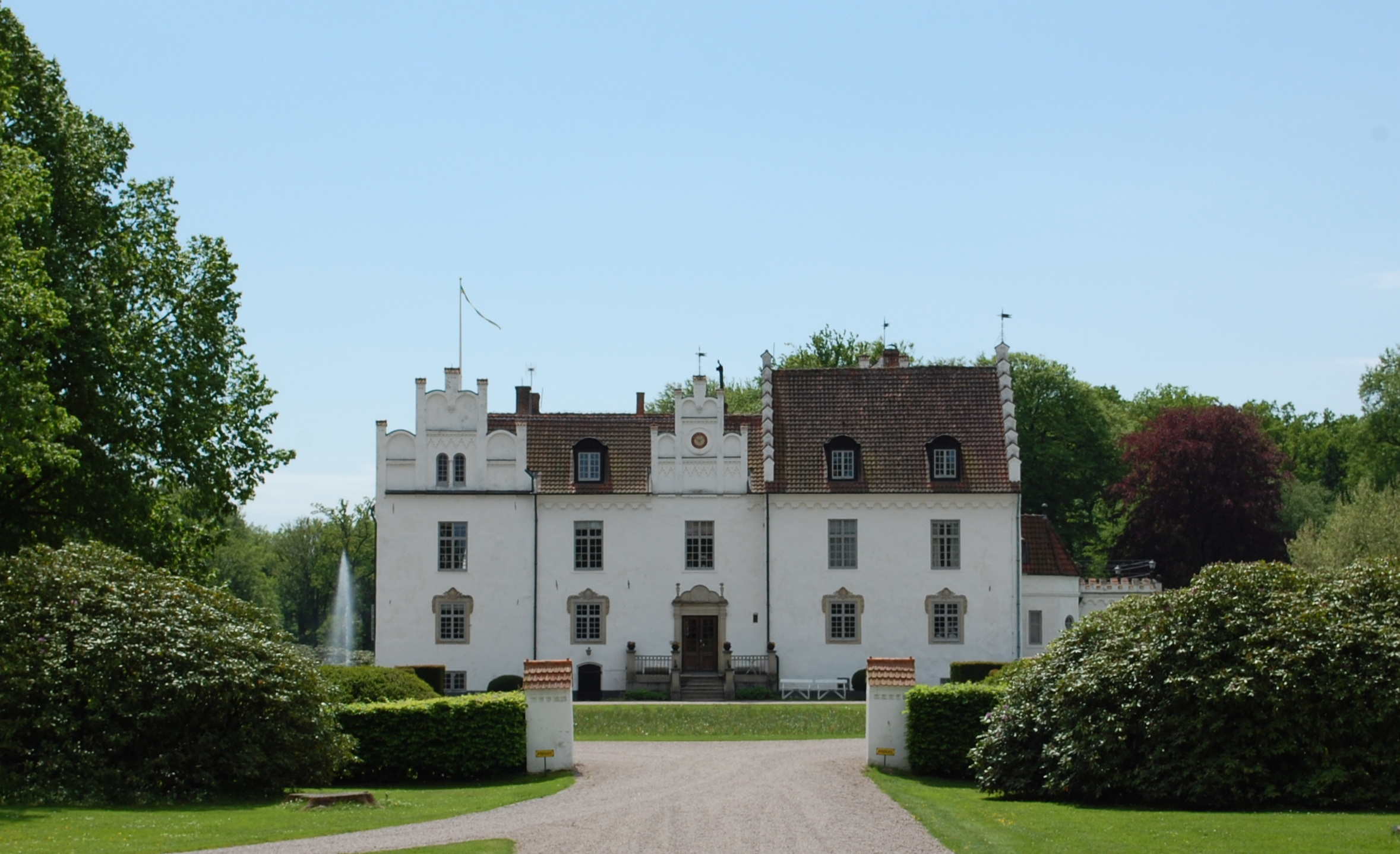
Schloss Vanås

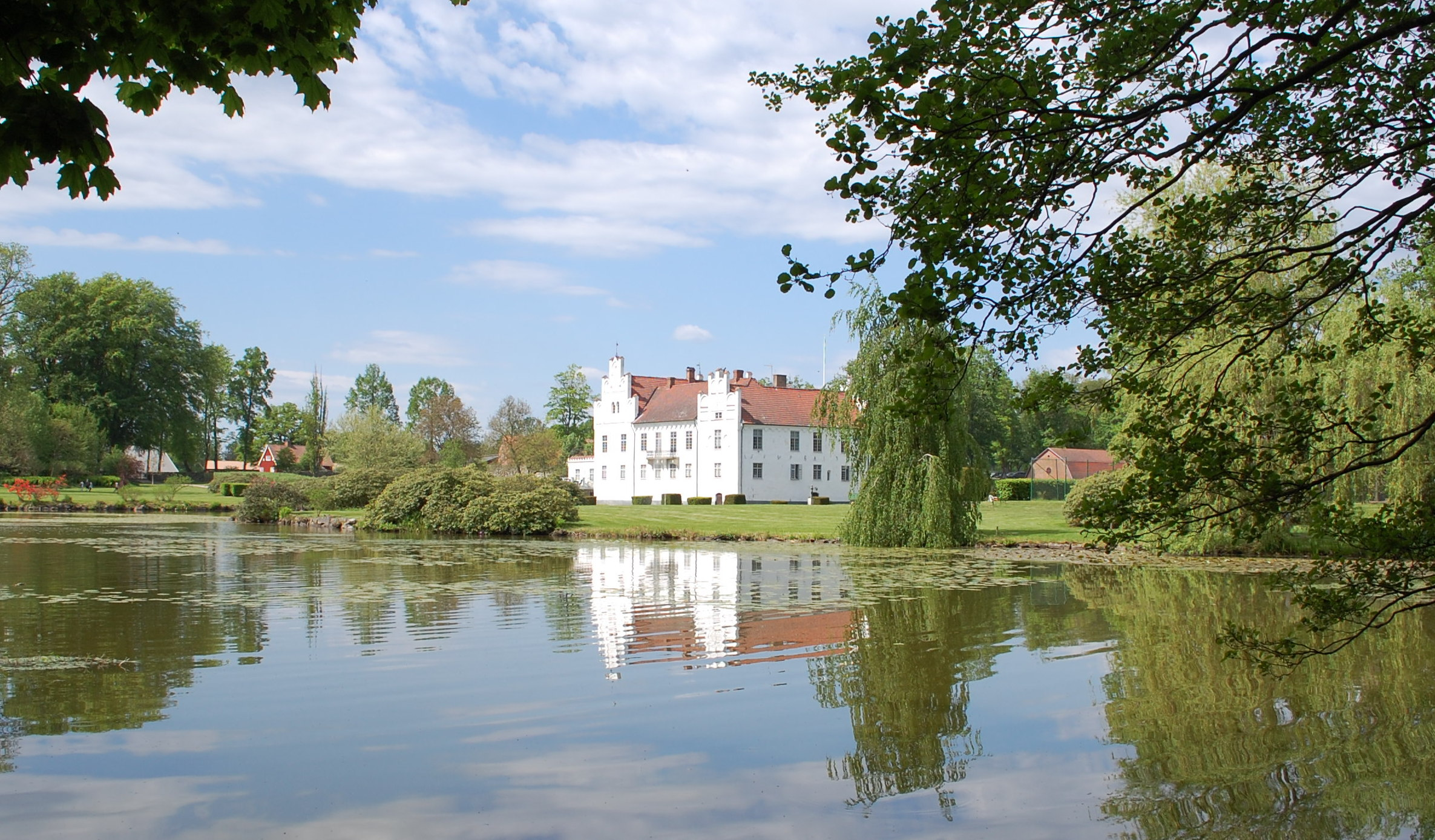
Schloss mit See

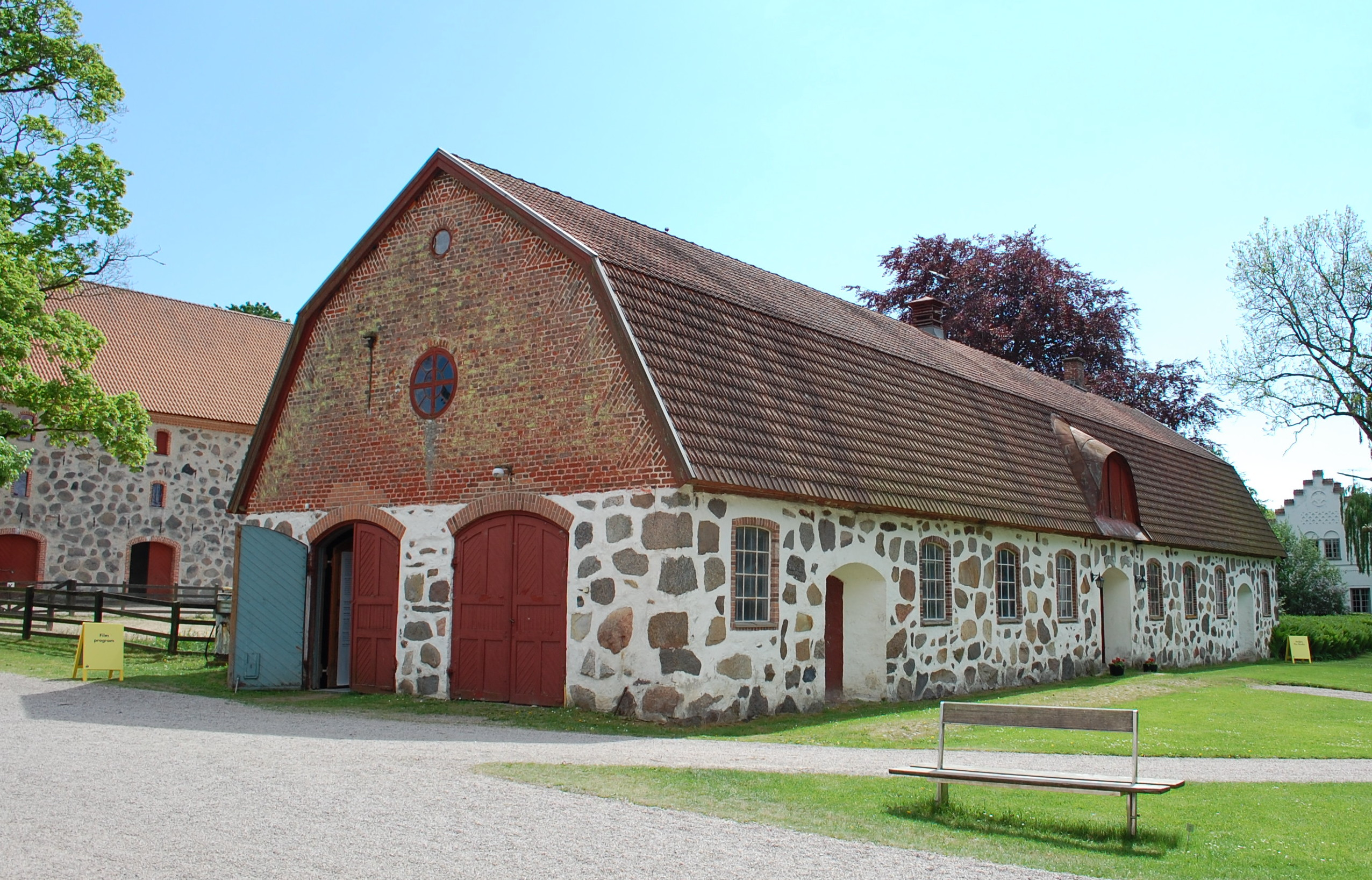
Wirtschaftsgebäude

Das Schloss Vanås (schwedisch: Vanås slott) ist ein Schloss in der Gemeinde Östra Göinge in Schweden. Es ist auch die Schreibweise Schloss Wanås gebräuchlich.

## Lage
Es liegt umgeben von Wäldern nördlich von Kristianstad etwas westlich der Ortschaft Knislinge, südlich der von Knislinge nach Norra Sandby führenden Straße. Die Umgebung des Schlosses ist Teil des Skulpturenparks Slott Vanås.

## Architektur und Geschichte
Das heutige Schloss geht auf eine im 15. Jahrhundert errichtete Wasserburg zurück. Die Burg war auf allen Seiten von Wassergräben umgeben, die aus dem auch heute noch bestehenden See befüllt wurden. Die Burg war eine für Schweden typische Hausburg und bestand aus nur einem einzelnen Gebäude. Erster bekannter Eigentümer war der Squire Eskild Aagesen. Dieses älteste Gebäude bildet heute den Nordflügel. Das Schloss lag im Kampfgebiet der Dänisch-Schwedischen Kriege. Während des Dreikronenkriegs brannte es nieder. Nach den Zerstörungen im 16. und 17. Jahrhundert erfolgten Neubauten, so insbesondere 1566. Während des Nordischen Kriegs war die Anlage dänische Residenz. Auf einer Darstellung aus dem Jahr 1680 hat die Anlage im Wesentlichen bereits ihr heutiges Erscheinungsbild. Die Wiederherrichtung der Anlage nach den kriegsbedingten Zerstörungen erfolgte im Wesentlichen auf Veranlassung der Baroness Lena Sofie von Putbus. Ihre Initialen finden sich am Ostgiebel des Hauptflügels. Im 18. und 19. Jahrhundert fanden Umbauten statt. Heute besteht die Anlage aus vier Flügeln, die sich um einen kleinen Innenhof gruppieren. Zwischen 1756 und 1780 entstanden durch Betty Jennings steinerne Kuhställe. Seit  1801 gehört das Schloss der Adelsfamilie Wachtmeister.
In der Zeit um 1750 begann die Anlage des Schlossparks. Im Park befindet sich eine vermutlich aus der Zeit um 1500 stammende Eiche, die zeitweise als Blut- und Richteiche diente. Etwa seit der Zeit um 1900 ist der Park öffentlich zugänglich und beinhaltet eine umfangreiche und bekannte Kunstausstellung. Die Sammlung von Kunstobjekten durch die Schlossherren begann bereits im 18. Jahrhundert. Der heutige Skulpturenpark Slott Vanås besteht seit 1987.